# Oak Valley (New Jersey)
Oak Valley – jednostka osadnicza w Stanach Zjednoczonych, w stanie New Jersey, w hrabstwie Gloucester.